# 電子商店街
電子商店街（でんししょうてんがい）は、インターネット上において、実際の商店街/ショッピングモールのように複数の商店による商材情報を1つのサイトにまとめて、様々な商品やサービスの販売機会を提供するECサイトのこと。日本語においては「ネット商店街」、「ECモール」、「オンライン・ショッピングモール」、「オンライン・マーケットプレイス」「eマーケットプレイス」などさまざまな呼称がある。
日本ではAmazonマーケットプレイスや楽天市場、Yahoo!ショッピングなどが代表的。

## 概要
電子商店街の運営事業者は、商店街の運営に特化した事業者と、自ら商店運営を行いながら商店街の運営を行う事業者がある。
電子商店街では一般に、売買取引や支払回収は運営事業者が仲介し、物流配送と接続するフルフィルメント業務を小売店や卸売業の替わりに行い、手数料を徴収する。運営事業者は個々の取引を行った消費者を登録させることにより、他の商品の販売に結び付ける機能を果たす。一般的に、電子商店街は様々な商品・サービスを取り扱うことが多く、そのため小売事業者単独のECサイトに比べ品揃えが幅広い。2014年頃からはアメリカでも急速に拡大している。消費者向けの幅広いカテゴリーを持つ電子商店街や、専門カテゴリーに特化した電子商店街がある。電子商店街サービスを利用する「商店主」は、個人から大手小売業、製造業まで様々である。また、消費者向けではなく、幅広い事務用品、部品、工具類などを取り扱う業務用や製造業向けの電子商店街も拡大している。現在では国境を越えて電子商取引を行う前提の越境ECによる電子商店街もある。